# Powerball
Powerball — американська лотерея, яку пропонують 45 штатів, округ Колумбія, Пуерто-Рико та Віргінські острови США. Лотерею координує Асоціація багатодержавних лотерей (MUSL). З моменту першого розіграшу 19 квітня 1992 року до 21 серпня 2021 року розіграші Powerball проводилися двічі на тиждень (середа та субота); 23 серпня 2021 року додано третій щотижневий розіграш (проводиться щопонеділка). Розіграші проводяться кожного понеділка, середи та суботи ввечері о 22:59 за східним часом, у штаб-квартирі лотереї в Таллахассі, Флорида.
З 7 жовтня 2015 року в грі використовується матриця 5/69 (білі лотерейні кулі) + 1/26 (Powerballs), з якої вибираються виграшні номери, що призводить до шансів 1 з 292 201 338 на виграш джекпоту за гру. Кожна гра коштує 2 або 3 долари з опцією Power Play (спочатку ігри в Powerball коштували 1 долар; на початку Power Play такі ігри коштували 2 долари). Офіційне припинення продажу квитків – 22:00. Східний час; деякі лотереї припиняють продажі раніше. Розіграші проводяться в студії Florida Lottery в Таллахассі. Мінімальний оголошений джекпот Powerball становить 20 мільйонів доларів (ануїтет); Ануїтет Powerball виплачується 30 частинами або переможці можуть обрати одноразову виплату. Один одноразовий платіж буде меншим, ніж загальна сума 30 річних платежів, оскільки за умови ануїтету кожен річний платіж збільшується на 5%.